# Рибнишки окръг
Рибнишки окръг (на полски: Powiat rybnicki) е окръг в Южна Полша, Силезко войводство. Заема площ от 223,64 км2. Административен център е град Рибник.

## География
Окръгът се намира в историческата област Горна Силезия. Разположен е в югозападната част на войводството.

## Население
Населението на окръга възлиза на 76 367 души(2012 г.). Гъстотата е 341 души/км2.

## Административно деление
Административно окръгът е разделен на 5 общини.
Градско-Селска община:
- Община Червьонка-Лешчини

Селски общини:
- Община Гашовице
- Община Йейковице
- Община Лиски
- Община Шверкляни

## Фотогалерия
- Областната служба в Рибник
- Червьонка-Лешчини